# باراکونی
باراکونی (به گرجی: ბარაკონი) یک کلیسا در گرجستان است که در شهرداری آمبرولائوری واقع شده است.